# Zerfaliu
Zerfaliu (sardinski: Tzorfolìu) je mjesto i općina (comune) u pokrajini Oristanu u regiji Sardiniji, Italija. Nalazi se na nadmorskoj visini od 15 metara i ima 1 092 stanovnika.
 Teritorij općine se prostire na 15,56 km². Gustoća naseljenosti je 70 st/km².
Susjedne općine su: Ollastra, Paulilatino, Simaxis, Solarussa i Villanova Truschedu.